# Skutskär
Skutskär is een plaats in de gemeente Älvkarleby en Gävle in het landschap Uppland en de provincie Uppsala län in Zweden. De plaats is hoofdplaats van de gemeente Älvkarleby. De plaats heeft 6136 inwoners (2005) en een oppervlakte van 727 hectare.

## Verkeer en vervoer
Bij de plaats loopt de Riksväg 76.
De plaats heeft een station aan de spoorlijn Stockholm - Sundsvall.
Ten noorden van de plaats ligt een haven aan de Botnische Golf.